# 비트코인 골드

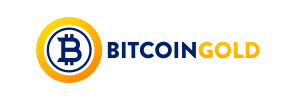

비트코인 골드(Bitcoin Gold, BTG)는 비트코인의 하드 포크로 만들어진 암호화폐이다.
하드 포크의 명시된 목적은 일반적으로 사용 가능한 그래픽 카드에서 채굴을 경제적으로 실행 가능하게 만드는 것이다. 이 암호화폐는 2018년과 2020년에 각각 51% 해싱 공격을 두 번 받았다.

## 역사
비트코인 골드는 2017년 10월 24일에 비트코인 블록체인에서 하드 포크되었다. 하드 포크의 명시된 목적은 작업 증명 알고리즘을 변경하여 비트코인을 채굴하는 데 사용되는 ASIC(Application-Specific Integrated Circuits)를 사용하여 비트코인 골드 블록체인을 채굴할 수 없도록 하는 것이었다. 일반적으로 사용 가능한 그래픽 카드에서 채굴을 활성화하면 가정용 PC에서 채굴할 수 있기를 바랐기 때문이다.
매셔블에 따르면 출시는 서둘러 준비되었고 개발자 사전 채굴을 포함했다는 비판을 받았다. 출시 직후 프로젝트 웹사이트가 분산 서비스 거부 공격을 받았다.
2018년 5월, 비트코인 골드는 알려지지 않은 행위자에 의한 51% 해싱 공격을 받았다. 이러한 유형의 공격은 거래가 기록된 블록체인 원장을 조작하고 동일한 디지털 코인을 두 번 이상 사용할 수 있게 한다. 공격 중에 여러 암호화폐 거래소에서 388,000 BTG(약 1,800만 달러 상당)가 도난당했다. 비트코인 골드는 나중에 팀이 일부 손해 배상금을 지불하는 것을 거부한 후 비트렉스(Bittrex)에서 상장이 해제되었다.
2018년 7월, 비트코인 골드는 ASIC 채굴을 더욱 억제하기 위해 더 많은 메모리가 필요한 채굴 알고리즘으로 변경했다.
비트코인 골드는 2020년 1월에 다시 51% 공격을 받았다. 2020년 7월, 며칠 전에 시작된 긴 공격 체인을 피하기 위해 긴급 업데이트로 버전 0.17.2가 출시되었다.

## 대한민국
2025년 1월 23일 업비트에서 상장 폐지되었다. 2025년 3월 24일 빗썸과 코인원에서 상장 폐지되었다.